# Tunnels d'El Hamdania
Les tunnels d'El Hamdania sont des tunnels autoroutiers, reliant Sidi Madani dans la wilaya de Blida à El Hamdania dans la wilaya de Médéa en Algérie. Ils sont composés de deux tunnels consécutifs d'une longueur de 2,4 km chacun. Les tunnels d'El Hammdania sont constitués de deux tubes.

## Historique
Les tunnels d'El Hamdania sont inaugurés le 4 juillet 2019 par le ministre algérien des Travaux publics et des Transports, Mustapha Kouraba, en présence des walis de Blida et Médéa. 

## Caractéristiques
Les tunnels d'El Hamdania sont composés de deux tubes, chaque tube est composé de deux galeries consécutives d'une longueur de 2,4 km chacune.
Les tunnels sont équipés de caméras intelligentes de haute définition qui permettent une détection automatique d'incidents (DAI).